# Amietophrynus asmarae
Amietophrynus asmarae (conhecido como sapo de Asmara) é uma espécie de sapo pertencente à família Bufonidae.
Este animal é encontrado na Eritreia e na Etiópia.
O habitat natural do sapo de Asmara são as savanas secas, as depressões secas tropicais ou subtropicais, e pradarias subtropicais ou tropicais de altitude.
Esta espécie se encontra ameaçada pela destruição de habitat.